# Blyglas

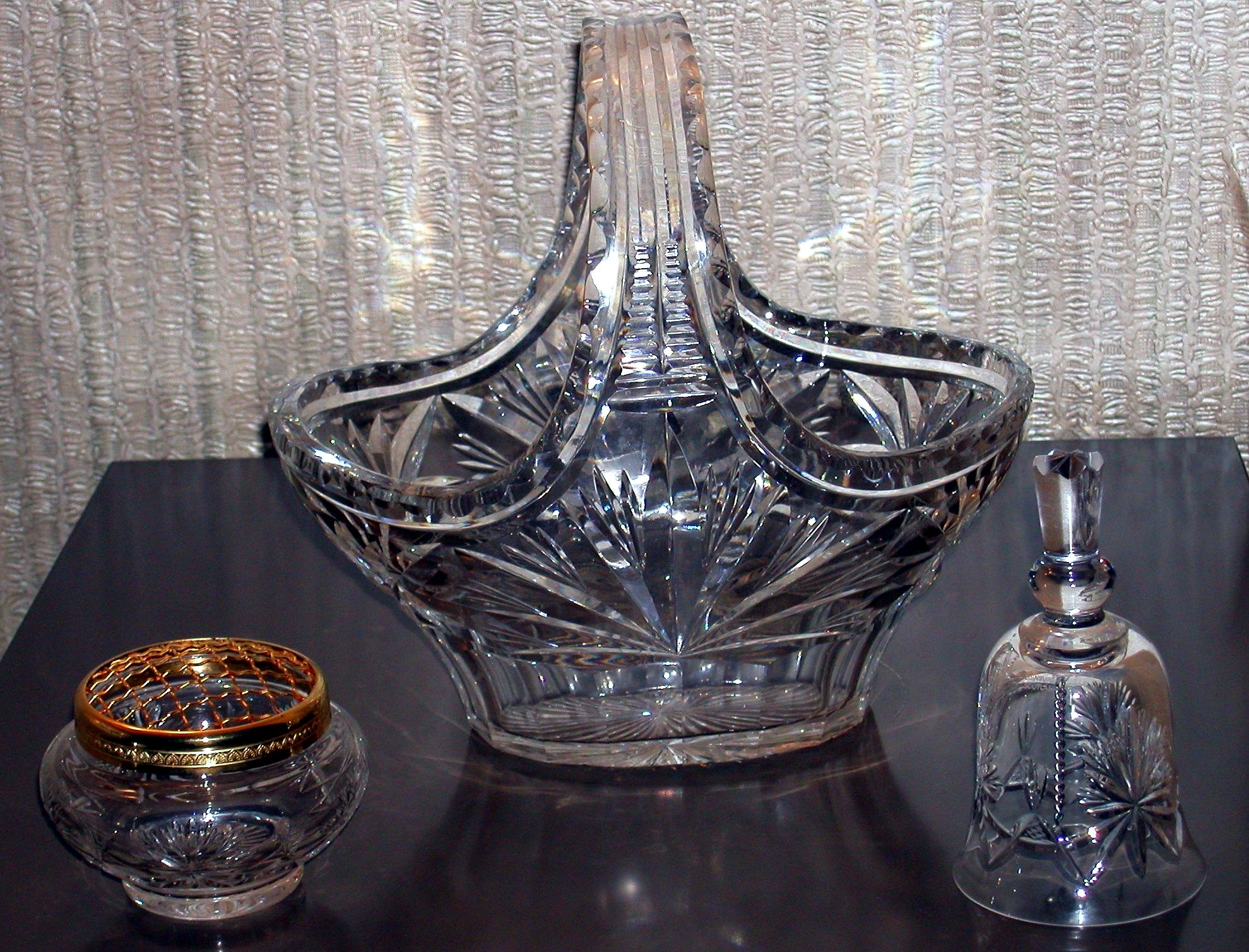
Föremål av slipat blyglas (kristallglas).

Blyglas är glas som innehåller blyatomer. Traditionellt och på grund av gångna tiders analysmetoder redovisas blyinnehållet oftast som blyoxid, PbO. Värdet är nära rent bly, då blyoxid innehåller 92,83 % bly.
Även kristallglas för bruksföremål och dekor består ofta av glas med viss blyhalt. 
Blyglas är även benämningen för glas som är vanligt i kyrkofönster bestående av många olikfärgade glas. De innehåller vanligtvis inte bly, men är infattade i bly, vilket ger namnet i dessa fall.

## Användning
Glaset används ofta som strålskärm inom vården och industrin där patienter och föremål behöver kunna överskådas under tiden de exponeras för röntgen- eller gamma-strålning. 

## Kvaliteter
Blyglas som används för strålskärmning består huvudsakligen av bly (räknat som blyoxid mer än 55%), kisel och syre samt ytterligare grundämnen. Glas med högre halt av bly skärmar av strålning effektivare.
Vikten och tjockleken påverkas av den blyekvivalens som man vill uppnå. Exempelvis 2 mm blyekvivalens för att skärma röntgenstrålning vid 60–150 kV ger ett 9 mm tjockt glas som väger 40 kg/m². Ett glas som skärmar gamma-strålar effektivare genom blyekvivalensen 7,5 mm Pb kan vara 21,8 mm tjockt och väga 113 kg/m².
Storlekar finns upp till 1200 × 2600 mm på marknaden.

## Bearbetning
Blyglaset kan bearbetas på många sätt, till exempel skäras till önskad form med viss radie eller med hål för handskuttag.
Laminering av blyglas ökar dess slag- och reptålighet. De används i mobila skärmar eller kilar där personskydd behövs. 

## Miljökonsekvenser
Kasserat blyglas deponeras eftersom det inte fäller ut bly ur miljösynpunkt.